# 沃尔特·斯彭斯
沃尔特·斯彭斯（英語：Walter Spence，1901年3月3日—1958年10月16日），加拿大男子游泳运动员。他曾代表加拿大参加1928年和1932年夏季奥林匹克运动会游泳比赛，其中1928年奥运会获得一枚铜牌。